# Lake Colorado City
Lake Colorado City ist ein Stausee am Morgan Creek, im Stromgebiet des Colorado River im US-Bundesstaat Texas. Er liegt etwa 6,5 km südwestlich von Colorado City im Zentrum von Mitchell County.

## Allgemeines
Der offizielle Name des Staudamms lautet zwar Lake Colorado City Dam, doch wird er im Allgemeinen als Morgan Creek Dam bezeichnet. Das Speicherbecken ist Eigentum der Texas Electric Service Company. Es wird ebenfalls von ihr betrieben und besitzt eine Fläche von etwa 6,5 km².
Die Normalkapazität liegt bei 39.034 m³, die Maximumkapazität bei 87.223 m³. Die Dammhöhe beträgt 24,68 m und liegt 637 m über dem Meeresspiegel. Wenn der Pegel des Staudamms zu tief sinkt, kann Wasser vom Champion Creek Reservoir mit Pumpen herbeigeführt werden, um die normale Produktionskapazität aufrechtzuerhalten.
Größter Wasserverbraucher des Stausees ist die regionale Industrie. Wegen des anliegenden Lake Colorado City State Parks wird das Staugebiet viel für Erholungsaktivitäten wie Fischen, Tauchen, Paddeln und Schwimmen genutzt und ist ebenfalls Hauptwasserlieferant für das nahegelegene Colorado City.

## Geschichte
Als 1948 die Bauarbeiten des Dammes begannen, erteilte der Staat Texas die Erlaubnis zur jährlichen Verteilung von 6.785 m³ an die städtische sowie die private Infrastruktur, der Industrie wie auch der Nutznießung durch Wärmekraftwerke. Der damalige Auftragnehmer Harry Campbell vollendete das Projekt im September 1949.
Die Nutzung des Wassers für Kraftwerke begann im Juni 1950; in den 1960er Jahren erzeugten bereits sechs Kraftwerke Strom mit einer Kapazität von 833.000 kW.